# Mitthyridium iwatsukianum
Mitthyridium iwatsukianum là một loài rêu trong họ Calymperaceae. Loài này được B.C. Tan mô tả khoa học đầu tiên năm 1987.